# Montell Owens
Montell Ernest Owens (* 4. Mai 1984 in Wilmington, Delaware) ist ein ehemaliger US-amerikanischer American-Football-Spieler auf der Position des Fullbacks. Er spielte für die Jacksonville Jaguars, die Detroit Lions und die Chicago Bears in der National Football League (NFL).

## Frühe Jahre
Owens ging in seiner Geburtsstadt Wilmington, Delaware, auf die Highschool. Später besuchte er die University of Maine, wo er zwischen 2003 und 2005 38 Spiele für das Collegefootballteam absolvierte.

## NFL
Owens kam während seiner Karriere überwiegend in den Special Teams zum Einsatz. Er absolvierte zwischen 2006 und 2014 111 Spiele in der NFL.

### Jacksonville Jaguars
Nachdem Owens im NFL-Draft 2006 nicht berücksichtigt worden war, nahmen ihn die Jacksonville Jaguars am in ihren Kader auf. Nach den Saisons 2010 und 2011 wurde er in den Pro Bowl gewählt. Am 16. Mai 2013 wurde er von den Jaguars entlassen.

### Detroit Lions
Am 30. Mai 2013 nahmen die Detroit Lions Owens in ihren Kader auf.

### Chicago Bears
Am 11. Dezember 2014 unterschrieb Owens einen Vertrag bei den Chicago Bears bis zum Ende der Saison. Nach der Saison beendete er seine Profikarriere.